# Сеннетт (Нью-Йорк)
Сеннетт (англ. Sennett) — місто (англ. town) в США, в окрузі Каюга штату Нью-Йорк. Населення — 3304 особи (2020).

## Демографія
Згідно з переписом 2010 року, у місті мешкало 3595 осіб у 1257 домогосподарствах у складі 971 родини. Було 1314 помешкання
Расовий склад населення:
| - 95,3 % — білих - 1,7 % — чорних або афроамериканців - 0,9 % — азіатів - 0,3 % — корінних американців |

До двох чи більше рас належало 1,2 %. Частка іспаномовних становила 1,7 % від усіх жителів.
За віковим діапазоном населення розподілялося таким чином: 23,1 % — особи молодші 18 років, 60,5 % — особи у віці 18—64 років, 16,4 % — особи у віці 65 років та старші. Медіана віку мешканця становила 43,7 року. На 100 осіб жіночої статі у місті припадало 102,8 чоловіків;  на 100 жінок у віці від 18 років та старших — 105,2 чоловіків також старших 18 років.
Середній дохід на одне домашнє господарство  становив 98 081 долар США (медіана — 81 750), а середній дохід на одну сім'ю — 115 744 долари (медіана — 98 636). Медіана доходів становила 66 890 доларів для чоловіків та 46 830 доларів для жінок. За межею бідності перебувало 3,1 % осіб, у тому числі 2,7 % дітей у віці до 18 років та 5,7 % осіб у віці 65 років та старших.
Цивільне працевлаштоване населення становило 1627 осіб. Основні галузі зайнятості: освіта, охорона здоров'я та соціальна допомога — 28,6 %, виробництво — 12,2 %, роздрібна торгівля — 10,5 %, мистецтво, розваги та відпочинок — 9,3 %.